# Nes (Nenetsia)
Nes (en ruso: Несь), también conocida como Nyes, es una localidad de Nenetsia, en Rusia. Se encuentra al sur de la península de Kanín, bañanada por el río homónimo, que desemboca en el mar Blanco.
Nes fue fundada por colonos rusos en la segunda mitad de 1700; aunque antes la zona estaba poblada por Nenets. La iglesia ortodoxa del pueblo fue construida en 1831, aunque se incendió veintiséis años después, en 1857. El principal acceso al pueblo es a través del Aeródromo de Nyes, que comunica Nes con el resto de las localidades de Nenetsia. La ciudad más cercana es Mezén, en Óblast de Arcángel.
- Datos: Q94330